# Sociální potřebnost
Sociální potřebnost je v právu sociálního zabezpečení institut v oblasti sociální péče zavedený zákonem č. 482/1991 Sb. Na jeho základě jsou státem poskytovány obligatorní (nutné) neúčelové dávky, jejichž cílem je dorovnání nedostatečného příjmu sociálně potřebného občana a jeho rodiny. Oprávněnou osobou je ten, jehož příjem nedosahuje částek životního minima a nemůže si jej zvýšit vzhledem ke svému věku, zdravotnímu stavu nebo z jiných vážných důvodů vlastním přičiněním, zejména vlastní prací. Dále také ten, jehož příjmy částek životního minima sice dosahují, ale jehož životní náklady jsou odůvodněně vyšší, a nemůže je hradit vlastním přičiněním. Oprávněnou osobou není ten, jejíž příjem nedosahuje částek životního minima, ale je dostatečně majetkově zajištěn.
Podmínky sociální potřebnosti jsou posuzující orgány zkoumat z úřední povinnosti, a to u všech členů domácnosti společně; zvýšení příjmů vlastním přičiněním se rozumí zvýšení si příjmu nejen vlastní prací, ale i využitím všech svých sociálních a majetkových poměrů.